# Bumba-meu-boi

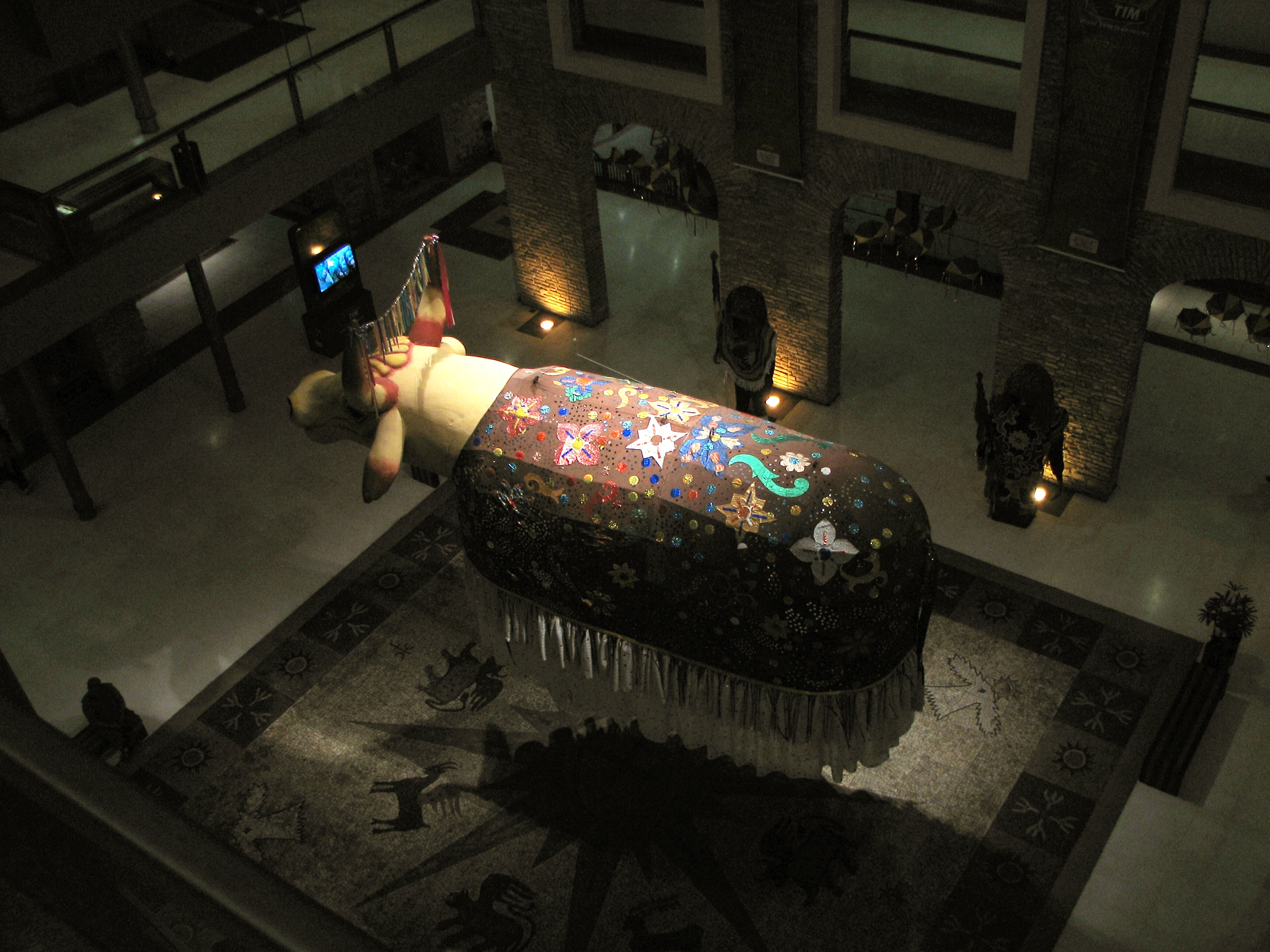
Bumba-meu-boi

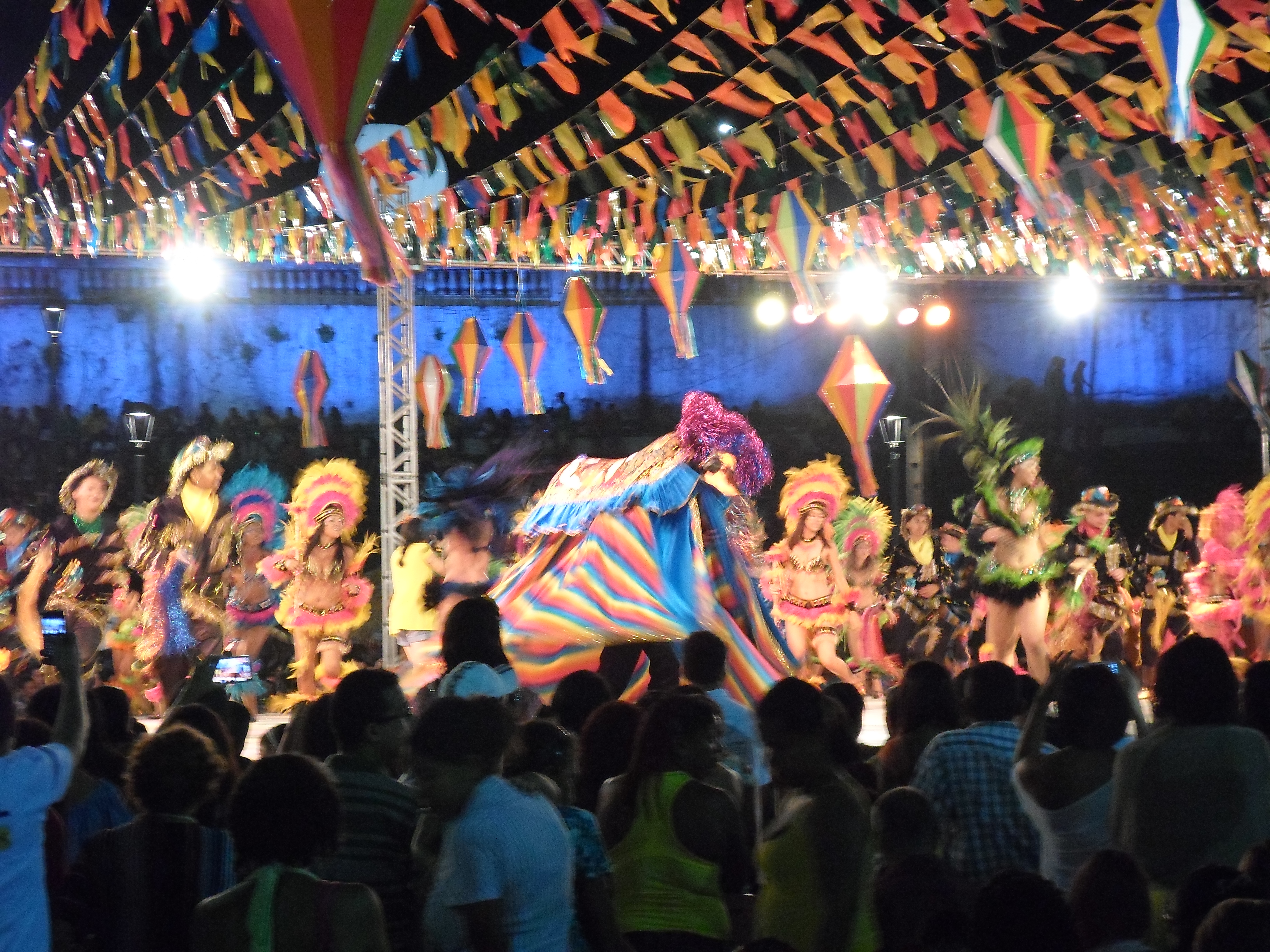
Bumpa-meu-boi

Bumba-meu-boi, boi-bumba eller pavulagem är en populär brasiliansk fest och folkdans med både mänskliga figurer och fantasidjur, som handlar om döden och återuppståndelsen av en tjur. Själva festen firas i juni - men förberedelserna med inledande fester i olika stadsdelar pågår redan månader tidigare.